# Hermann II. (Köln)

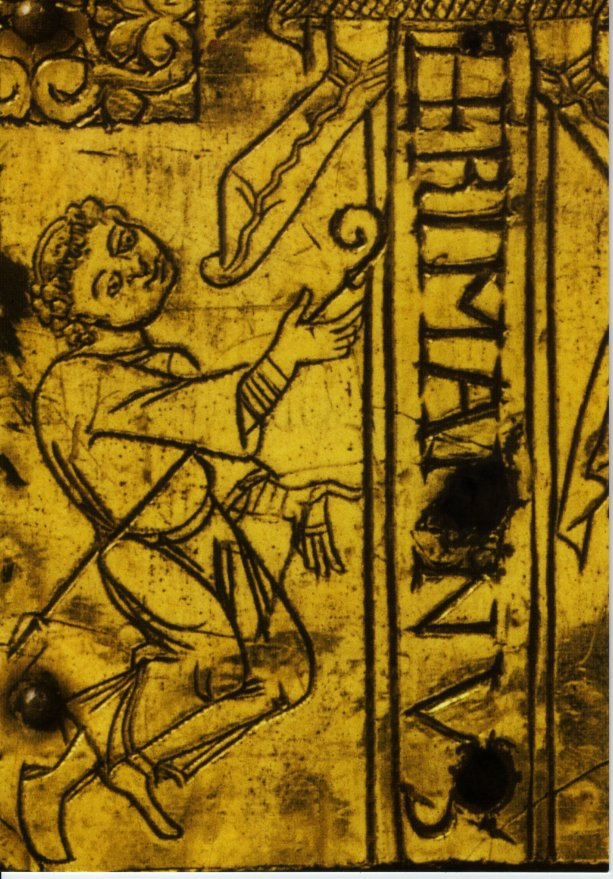
Bischof Hermann II. von Köln auf dem Stifterbild des von ihm gestifteten Hermann-Ida-Kreuzes

Hermann II., auch Heriman (* um 995; † 11. Februar 1056 in Köln) war von 1036 bis 1056 Erzbischof des Erzbistums Köln.

## Leben
Hermann war der Sohn des Pfalzgrafen Ezzo von Lothringen und dessen Frau Mathilde, einer Tochter von Kaiser Otto II. und seiner Frau Theophanu.
Seine Schwestern waren u. a. Königin Richeza von Polen, die im Kölner Dom bestattet ist, und Theophanu, die von 1039 bis 1058 Äbtissin des Stiftes Essen war. Eine weitere Schwester, Mathilde, war Äbtissin des Stiftes Vilich und des Stiftes Dietkirchen bei Bonn. In Vilich nahm Mathilde Gestaltungsideen ihres Bruders Hermann auf und schuf ebenfalls einen Kirchenbau nach dem Vorbild von Alt-St.-Peter in Rom.
Im Jahr 1036 wurde er von Konrad II. zum Kölner Erzbischof ernannt. Als Kölner Erzbischof taufte er im Jahre 1051 Heinrich IV., den Sohn von Kaiser Heinrich III. und seiner Frau Kaiserin Agnes. Drei Jahre später, am 17. Juli 1054, krönte er Heinrich IV. zum deutschen König. Gegen diese Krönung legte der Mainzer Erzbischof Luitpold I. Protest ein, denn auch dieser beanspruchte das Recht der Krönung für sich.
Hermann entfaltete eine umfangreiche Bautätigkeit, um Köln zu einem Abbild Roms zu machen und so seinen – durch das Recht, die deutschen Könige zu krönen – verbrieften Primat über die Erzbischöfe von Trier und Mainz zu festigen. So sollte der Kölner Dom dem damaligen Petersdom entsprechen. Die unter Hermann und seiner Schwester Ida erweiterte Kirche St. Maria im Kapitol sollte Santa Maria Maggiore entsprechen. Hermann ist zudem Stifter des wahrscheinlich aus St. Maria im Kapitol stammenden und heute im Diözesanmuseum Köln befindlichen Hermann-Ida-Kreuzes.
Hermann II., den man auch den Edlen nannte, starb in Köln und wurde im Kölner Dom beigesetzt.